# Bambini soldato

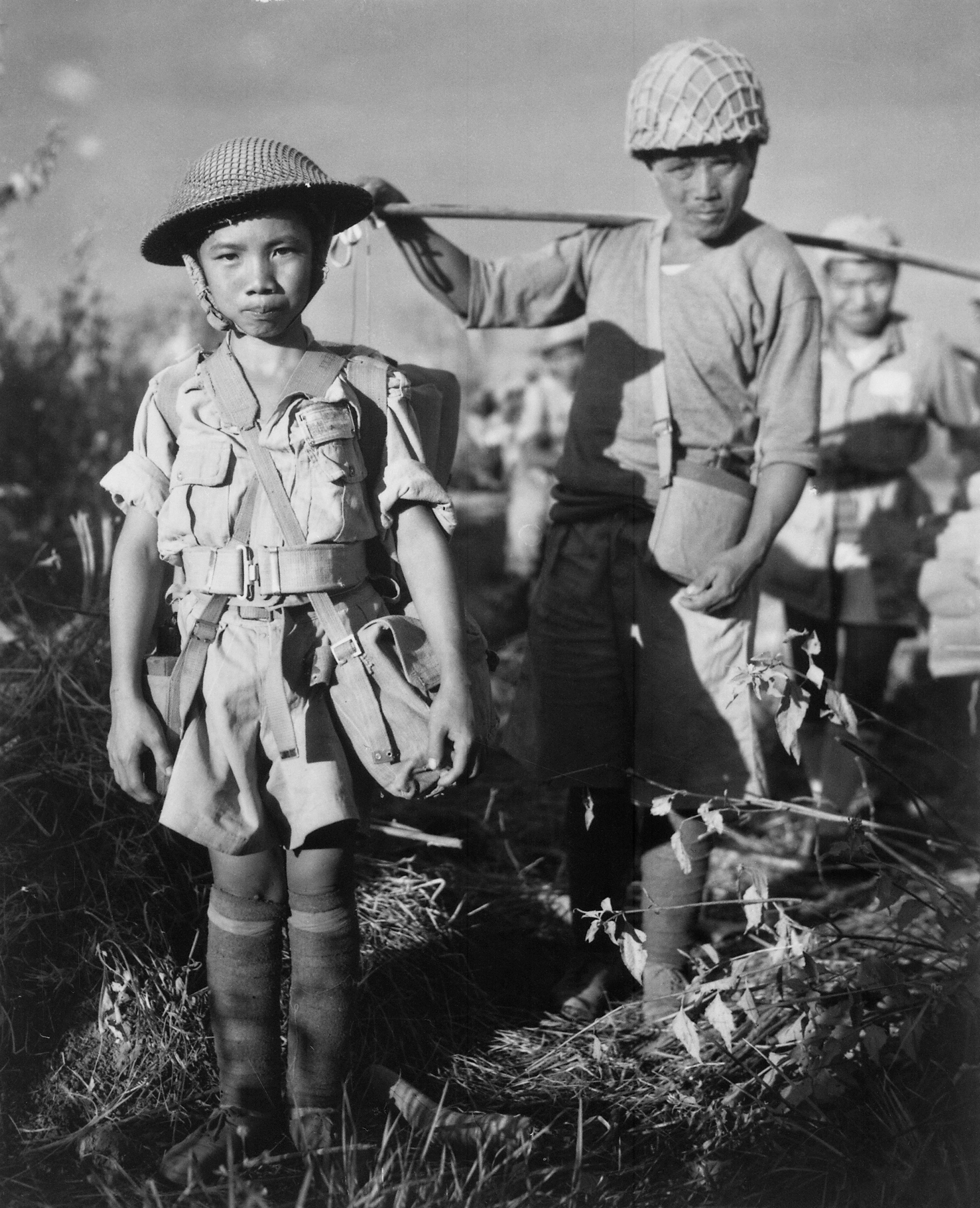
Soldato cinese di 10 anni, maggio 1944

Con il termine bambini soldato si definisce l'utilizzo di bambini o comunque di minorenni in azioni belliche oppure il loro arruolamento in compagini militari.
Il fenomeno avviene quando vengono impiegati bambini in operazioni militari o illegali, in molte zone del mondo. La loro può essere una partecipazione diretta nelle ostilità oppure in ruoli di supporto (vedette, messaggeri, spie, cuochi). Sebbene il 30% degli eserciti che nel mondo arruolano dei minori abbia nei propri ranghi anche delle bambine, nella maggior parte dei casi a essere reclutati sono maschi.
In diversi momenti della storia e in molte culture, i minori sono stati coinvolti in campagne militari anche quando la morale comune lo riteneva deplorevole. A partire dagli anni settanta sono state firmate numerose convenzioni internazionali allo scopo di limitare la partecipazione dei bambini ai conflitti.

## Il fenomeno nei paesi in via di sviluppo
In alcuni paesi africani, sudamericani e asiatici, i bambini soldato (Child-Soldiers) sono spesso soggetti a questo tipo di sfruttamento. A questi bambini, in alcuni casi, vengono somministrati degli stupefacenti per poter combattere con ferocia, mentre le bambine vengono spesso usate per scopi sessuali.

## Convenzione sui diritti dell'infanzia
Il Protocollo opzionale sul coinvolgimento dei minori nei conflitti armati stabilisce che nessun minorenne può essere impiegato direttamente alle ostilità, nonché essere arruolato obbligatoriamente.

## Sanzioni penali
Lo Statuto di Roma della Corte penale internazionale include, fra i crimini di guerra nei conflitti armati, l'arruolamento di minori di 15 anni o il fatto di concedere loro un ruolo attivo nelle ostilità.

## Cultura di massa
- Lo scrittore, Uzodinma Iweala, pubblica nel 2005 il romanzo Bestie senza una patria (Beasts of No Nation) che ha come argomento i bambini soldato.
- Nel 2015, il regista Cary Fukunaga realizza un film di questo tema, Beasts of No Nation, con protagonista Abraham Attah.